# (31953) Bontha
2000 GZ125 (asteroide 31953) é um asteroide da cintura principal. Possui uma excentricidade de 0.06086190 e uma inclinação de 4.67775º.
Este asteroide foi descoberto no dia 7 de abril de 2000 por LINEAR em Socorro.